# Alto do Rodicio
Alto do Rodicio (llamado oficialmente O Alto do Rodicio) es un lugar situado en la parroquia de Chas, del municipio español de Maceda, en la provincia de Orense, Galicia.

## Demografía
| Gráfica de evolución demográfica de Alto do Rodicio entre 2000 y 2022 |
|                                                                       |
| Datos según el nomenclátor publicado por el INE.                      |